# José C. Valadés
José Cayetano Valadés Rocha (Mazatlán, 1 december 1901 - Mexico-Stad, 24 januari 1976) was een Mexicaans historicus en journalist.
Valadés was afkomstig uit de staat Sinaloa. Zijn vader was een liberale journalist, die actief was in de oppositie tegen de dictator Porfirio Díaz en diens aanhangers in Sinaloa. Valadés volgde een medische opleiding in de Verenigde Staten en Mexico-Stad. Hij werd echter werkzaam als journalist en historicus, vakken waarin hij autodidact was. Valadés steunde de Mexicaanse Revolutie, maar stond ook kritisch tegen de postrevolutionaire regeringen. In 1920 sloot hij zich aan bij de Mexicaanse Communistische Partij (PCM), maar vijf jaar later keerde hij die partij de rug toe.
Valadés vervulde in de jaren 40 verschillende functies voor de regerende Institutioneel Revolutionaire Partij (PRI), waaronder die van persoonlijk secretaris van minister van Buitenlandse Zaken Ezequiel Padilla, maar kwam in de problemen nadat hij gouverneur Pablo Macías Valenzuela van Sinaloa beschuldigde van de moord op zijn voorganger Rodolfo T. Loaiza. Hij verzette zich tegen de nominatie van Miguel Alemán als presidentskandidaat voor de PRI, en sloot zich aan bij de Federatie van Partijen van het Mexicaanse Volk (FPPM), waarvan hij secretaris-generaal werd. In 1952 steunde hij de presidentscampagne van generaal Miguel Henríquez Guzmán. In de jaren 50 vervulde hij verschillende diplomatieke functies.
Vanaf 1948 doceerde Valadés geschiedenis aan de Nationale Autonome Universiteit van Mexico (UNAM). Hoewel in strikte zin een amateur, is Valadés bijzonder belangrijk geweest voor de Mexicaanse geschiedschrijving. Voorheen beperkten de meeste Mexicaanse historici zich tot het verzamelen van feiten, schreven zij voornamelijk met een politiek doel, vaak het verdedigen van de visie van de Mexicaanse regering, of kenmerkte hun werk zich door een overdreven heldenverheerlijking. Valadés introduceerde de kritische geschiedschrijving in Mexico, en weigerde zich voor het karretje van de PRI te laten spannen. Hij bracht nuances aan in de zwart-wit opvattingen van de Mexicaanse geschiedenis, zo betoogde hij dat de onafhankelijkheidsoorlog meer een daad was waarbij de creoolse elite zich van de Spaanse bureaucratie ontdeed, en weet het verlies van een groot deel van het Mexicaanse territorium aan de Verenigde Staten aan het feit dat Mexico het gebied nooit effectief onder controle had kunnen krijgen. Valadés schreef een groot aantal biografieën over Mexicaanse historische figuren, waaronder Lucas Alamán, Antonio López de Santa Anna en Porfirio Díaz, die in de 'officiële' geschiedschrijving slechts verguisd of genegeerd werden. Valadés zette zich sterk af tegen de gedachte dat geschiedschrijving per definitie subjectief is en dat geschiedschrijving subjectief moet zijn, een politiek doel moet dienen. Valadés noemde zijn geschiedsvisie historia aoficial (a-officiële geschiedenis).